# Quan hệ Liban – Pháp
Quan hệ Liban – Pháp là mối quan hệ ngoại giao giữa hai nước Cộng hòa Liban và Cộng hòa Pháp. Liban từng là thuộc địa của Pháp, nên Pháp có mối quan hệ thân thiết với Liban và thường xuyên hỗ trợ Liban. Tiếng Pháp được sử dụng rộng rãi ở Liban cũng như là ngôn ngữ giảng dạy và phương tiện giao tiếp ở một số trường học tại Liban.

## Quan hệ quân sự
Về mặt lịch sử, Lực lượng Vũ trang Pháp và Lực lượng Vũ trang Liban có mối quan hệ thân thiện, gần gũi và hợp tác chặt chẽ. Sau năm 1990, Pháp cho Liban một khoản viện trợ quân sự nhỏ. Trong cuộc tập trận Cedre Bleu của quân đội Pháp – Liban, các quan chức Pháp đã thảo luận về việc tặng 2 tàu "chalands de transport de matériel (CTMs)" và tên lửa HOT cho Liban, nhưng thảo luận này không thành công. Vào tháng 12 năm 2013, tổng thống Liban Michel Suleiman thông báo rằng Ả Rập Xê Út đã quyết định lấy 3 tỉ đô la Mỹ để mua vũ khí Pháp cho Liban. Vào tháng 2 năm 2015, Ả Rập Xê Út đã ngừng chương trình trị giá 3 tỉ đô la Mỹ mua vũ khí Pháp cho Liban.

## Quan hệ kinh tế
Kể từ khi kết thúc cuộc nội chiến ở Liban, Pháp đã đóng vai trò tích cực trong việc tái thiết Liban. Pháp cũng đóng vai trò quan trọng trong việc xây dựng lại Liban sau chiến tranh Liban 2006.

## Chính trị
Năm 2007, tổng thống Pháp Nicolas Sarkozy đã bắc buộc Syria không can thiệp vào cuộc khủng hoảng chính trị Liban. Một tuần sau tuyên bố của Sarkozy tại Cairo, ngoại trưởng Syria Walid Muallem tuyên bố Syria cắt đứt quan hệ ngoại giao với Pháp. "Syria đã ngừng quan hệ với Pháp do cuộc khủng hoảng ở Liban", Muallem nói. Tháng 7 năm 2008, Pháp và Syria đóng cửa đại sứ quán.
Tháng 4 năm 2009, các quan chức Pháp và Liban đã phê duyệt khuôn khổ một hiệp định an ninh trong đó có việc việc cải thiện quan hệ song phương như buôn bán vũ khí, ma tuý, nhập cư bất hợp pháp và tội phạm mạng.